# Сборная СССР по шахматам
Сборная СССР по шахматам — шахматная сборная команда, представлявшая Советский Союз на международных шахматных соревнованиях.

## Международные турниры
| Шахматная олимпиада | Шахматная олимпиада | Шахматная олимпиада |
| Год                 | Город               | Место               |
| ------------------- | ------------------- | ------------------- |
| 1952                | Хельсинки           | Победитель          |
| 1954                | Амстердам           | Победитель          |
| 1956                | Москва              | Победитель          |
| 1958                | Мюнхен              | Победитель          |
| 1960                | Лейпциг             | Победитель          |
| 1962                | Варна               | Победитель          |
| 1964                | Тель-Авив           | Победитель          |
| 1966                | Гавана              | Победитель          |
| 1968                | Лугано              | Победитель          |
| 1970                | Зиген               | Победитель          |
| 1972                | Скопье              | Победитель          |
| 1974                | Ницца               | Победитель          |
| 1976                | Хайфа               | не участвовала      |
| 1978                | Буэнос-Айрес        | Серебро             |
| 1980                | Ла-Валлетта         | Победитель          |
| 1982                | Люцерн              | Победитель          |
| 1984                | Салоники            | Победитель          |
| 1986                | Дубай               | Победитель          |
| 1988                | Салоники            | Победитель          |
| 1990                | Нови-Сад            | Победитель          |

| Командный чемпионат мира | Командный чемпионат мира | Командный чемпионат мира |
| Год                      | Город                    | Место                    |
| ------------------------ | ------------------------ | ------------------------ |
| 1985                     | Люцерн                   | Чемпион                  |
| 1989                     | Люцерн                   | Чемпион                  |

| Командный чемпионат Европы | Командный чемпионат Европы | Командный чемпионат Европы |
| Год                        | Город                      | Место                      |
| -------------------------- | -------------------------- | -------------------------- |
| 1957                       | Вена                       | Чемпион                    |
| 1961                       | Оберхаузен                 | Чемпион                    |
| 1965                       | Гамбург                    | Чемпион                    |
| 1970                       | Капфенберг                 | Чемпион                    |
| 1973                       | Бат                        | Чемпион                    |
| 1977                       | Москва                     | Чемпион                    |
| 1980                       | Скара                      | Чемпион                    |
| 1983                       | Пловдив                    | Чемпион                    |
| 1989                       | Хайфа                      | Чемпион                    |

## Статистика
| Турнир                     | Участий | Годы                 | Лучший результат          |
| -------------------------- | ------- | -------------------- | ------------------------- |
| Шахматная олимпиада        | 19      | 1952—1974, 1978—1990 | 18 (1952—1974, 1980—1990) |
| Командный чемпионат мира   | 2       | 1985—1989            | 2 (1985—1989)             |
| Командный чемпионат Европы | 9       | 1957—1989            | 9 (1957-1989)             |

## Радиоматч СССР — США 1945
- С 1 по 4 сентября 1945 года.
- Победа СССР 15½ : 4½ (2 круга, 10 досок)

## Радиоматч СССР — Великобритания 1946
- С 19 по 22 июня 1946 года.
- Проводился в 2 тура на 10 досках (8 мужских и 2 женские). Впервые в международных шахматных радио-соревнованиях выступали шахматистки. Победа СССР со счётом 18 : 6.

## Матч СССР — США Москва 1946
- С 12 по 16 сентября 1946 года в Москве.
- Проводился на 10 досках в 2 круга. Победа СССР со счётом 12½ : 7½.

## Матч СССР — Великобритания Лондон 1947
- С 21 по 23 сентября 1947 года в Лондоне.
- Проводился на 10 досках в 2 круга. Победа СССР со счётом 15 : 5.

## X Олимпиада Хельсинки 1952
- С 9 по 31 августа 1952 года в Хельсинки
- 1-е место.

| Доска        | Звание | Участник            | Группа 3 | Финал А | + | − | = | Место в личном зачёте |
| ------------ | ------ | ------------------- | -------- | ------- | - | - | - | --------------------- |
| 1            | ГМ     | Керес, Пауль        | 3 из 5   | 3½ из 7 | 3 | 2 | 7 |                       |
| 2            | ГМ     | Смыслов, Василий    | 5 из 6   | 5½ из 7 | 8 | 0 | 5 | 1                     |
| 3            | ГМ     | Бронштейн, Давид    | 5 из 5   | 3 из 5  | 7 | 1 | 2 | 1                     |
| 4            | ГМ     | Геллер, Ефим        | 5½ из 6  | 5 из 8  | 8 | 1 | 5 | 2                     |
| 1-й запасной | ГМ     | Болеславский, Исаак | 3 из 3   | 4 из 5  | 6 | 0 | 2 |                       |
| 2-й запасной | ГМ     | Котов, Александр    | 2 из 3   |         | 1 | 0 | 2 |                       |

## Матч СССР — Австрия Вена 1953
- 29 — 31 октября 1953 года
- Проводился по инициативе шахматной федерации Австрии в Вене на 10 досках в 2 круга. Победа СССР со счётом 17½ : 2½.

## Матч СССР — Аргентина Буэнос-Айрес 1954
- 16 марта — 25 марта 1954 года.
- Проводился по инициативе шахматной федерации Аргентины в Буэнос-Айресе на 8 досках в 4 круга. Счёт матча 20½ : 11½ в пользу советских шахматистов.

## Матч СССР — Уругвай Монтевидео 1954
- 1 — 3 апреля 1954 года.
- Проводился по инициативе общества культурных связей Уругвая — СССР в Монтевидео на 10 досках в 2 круга. Счёт матча 19½ : ½ в пользу советских шахматистов.

## Матч СССР — Франция Париж 1954
- 17 — 19 апреля 1954 года.
- Проводился по инициативе шахматной федерации Франции в Париже на 8 досках в 2 круга. Счёт матча 15 : 1 в пользу советских шахматистов.

## Матч СССР — США Нью-Йорк 1954
- С 16 по 23 июня в Нью-Йорке.
- Проводился на 8 досках в 4 круга. Счёт матча 20 : 12 в пользу советских шахматистов.

## Матч СССР — Великобритания 1954
- С 3 по 5 июля в Лондоне.
- На 10 досках (8 мужских и 2 женские) в 2 круга. Счёт матча 18½ : 1½ в пользу советских шахматистов.

## Матч СССР — Швеция Стокгольм 1954
- 9 — 13 июля 1954 года.
- Проводился по инициативе шахматной федерации Швеции в Стокгольме на 8 досках в 2 круга. Счёт матча 13 : 3 в пользу советских шахматистов.

## XI Олимпиада Амстердам 1954
- С 4 по 25 сентября 1954 года в Амстердаме
- 1-е место.

| Доска        | Звание | Участник          | Группа 1 | Финал А  | +  | − | = | Место в личном зачёте |
| ------------ | ------ | ----------------- | -------- | -------- | -- | - | - | --------------------- |
| 1            | ГМ     | Ботвинник, Михаил | 2½ из 3  | 6 из 8   | 6  | 0 | 5 | 1                     |
| 2            | ГМ     | Смыслов, Василий  | 2½ из 3  | 6½ из 9  | 6  | 0 | 6 | 3                     |
| 3            | ГМ     | Бронштейн, Давид  | 3 из 4   | 7½ из 10 | 7  | 0 | 7 | 2                     |
| 4            | ГМ     | Керес, Пауль      | 4 из 4   | 9½ из 10 | 13 | 0 | 1 | 1                     |
| 1-й запасной | ГМ     | Геллер, Ефим      | 2½ из 3  | 2½ из 4  | 4  | 1 | 2 | 1                     |
| 2-й запасной | ГМ     | Котов, Александр  | 2 из 3   | 2 из 3   | 4  | 0 | 2 |                       |

## Матч СССР — Венгрия Будапешт 1955
- Май 1955 года.
- Проводился по инициативе общества венгеро-советской дружбы и шахматной федерации Венгрии в Будапеште на 4 досках (1 запасной) в 2 круга по схевенингенской системе. Счёт матча 20 : 12 в пользу советских шахматистов.

## Матч СССР — Югославия Белград 1956
- С 17 по 26 июня в 1956 году в Белграде.
- Проводился на 8 досках.
- Закончился со счётом 38 : 26 в пользу советских шахматистов.

## XII Олимпиада Москва 1956
- С 31 августа по 25 сентября 1956 года в Москве.
- 1-е место.

| Доска        | Звание | Участник          | Группа 1 | Финал А | + | − | = | Место в личном зачёте |
| ------------ | ------ | ----------------- | -------- | ------- | - | - | - | --------------------- |
| 1            | ГМ     | Ботвинник, Михаил | 3½ из 4  | 6 из 9  | 6 | 0 | 7 | 2                     |
| 2            | ГМ     | Смыслов, Василий  | 3½ из 5  | 5 из 8  | 5 | 1 | 7 |                       |
| 3            | ГМ     | Керес, Пауль      | 5 из 5   | 4½ из 7 | 7 | 0 | 5 | 1                     |
| 4            | ГМ     | Бронштейн, Давид  | 3½ из 4  | 7½ из 9 | 9 | 0 | 4 | 1                     |
| 1-й запасной | ГМ     | Тайманов, Марк    | 4½ из 5  | 4 из 6  | 6 | 0 | 5 | 3                     |
| 2-й запасной | ГМ     | Геллер, Ефим      | 3½ из 5  | 4 из 5  | 7 | 2 | 1 | 1                     |

## Матч СССР — Югославия Ленинград 1957
- С 3 по 15 июля в 1957 году в Ленинграде
- Закончился победой советских шахматистов со счётом 42 : 22.

## Командный чемпионат Европы 1957
- С 22 по 28 августа в 1957 году в Бадене и Вене.
- 1-е место.

## Матч СССР — Югославия Загреб 1958
- С 22 по 27 июня в 1958 году в Загребе.
- Проводился на 8 досках.
- Закончился победой советских шахматистов со счётом 19½ : 12½.

## XIII Олимпиада Мюнхен 1958
- С 30 сентября по 23 октября в 1958 году в Мюнхене.
- 1-е место.

## Матч СССР — Югославия Киев 1959
- С 1 по 10 июня в 1959 году в Киеве.
- Проводился на 10 досках (8 мужских и 2 женские).
- Счёт матча 24½ : 15½ в пользу советских шахматистов (20½ : 11½ мужчины, 4 : 4 женщины).

## Матч СССР — ФРГ Гамбург 1960
- С 27 июля по 5 августа в 1960 году.
- Проводился по инициативе шахматной федерации ФРГ в Гамбурге на 8 досках по схевенингенской системе.
- Счёт матча 51 : 13 в пользу советских шахматистов.

## XIV Олимпиада Лейпциг 1960
- С 26 октября по 9 ноября в 1960 году в Лейпциге.
- 1-е место.

## Матч СССР — Югославия Белград 1961
- С 10 по 20 мая в 1961 году в Белграде.
- Проводился на 10 досках (6 мужских, 2 женские и 2 юношеские; 6 туров).
- Закончился победой советских шахматистов со счётом 31½ : 28½ (мужчины — 20½ : 15½, женщины — 6 : 6, юноши 5 : 7).

## Матч СССР — Югославия Львов 1962
- С 24 июня по 4 июля в 1962 году во Львове.
- Проводился на 10 досках (6 мужских, 2 женские и 2 юношеские; 6 туров)
- Закончился со счётом 37 : 23 в пользу советских шахматистов (мужчины — 22½ : 13½, женщины — 7½ : 4½ и юноши — 7 : 5).

## Матч СССР — Нидерланды Гаага 1962
- С 3 по 4 июля в 1962 году.
- Проводился по инициативе шахматной федерации Нидерландов в Гааге на 6 досках в 2 круга.
- Счёт матча 8½ : 3½ в пользу советских шахматистов.

## XV Олимпиада Варна 1962
- С 15 сентября по 10 октября в 1962 году в Варне.
- 1-е место.

## Матч СССР — Югославия Риека 1963
- С 1 по 10 июня в 1963 году в Риеке.
- Проводился на 10 досках (6 мужских , 2 женские и 2 юношеских; 6 туров).
- Счёт матча 35½ : 24½ в пользу советских шахматистов (21½ : 14½ мужчины, 6 : 6 женщины и 8 : 4 юноши).

## Матч СССР — Югославия Ленинград 1964
- С 10 по 15 июня в 1964 году в Ленинграде.
- Проводился на 10 досках (6 мужских , 2 женские и 2 юношеских; 6 туров).
- Счёт матча 38½ : 21½ в пользу советских шахматистов (25 : 11 мужчины, 7½ : 4½ женщины и 6 : 6 юноши).

## XVI Олимпиада Тель-Авив 1964
- С 2 по 25 ноября в 1964 году в Тель-Авиве.
- 1-е место.

## Матч СССР — Югославия Врнячка-Баня 1965
- С 5 по 15 июля в 1965 году в Врнячка-Баня.
- Проводился на 10 досках (6 мужских , 2 женские и 2 юношеских; 6 туров).
- Счёт матча 38 : 22 в пользу советских шахматистов (23½ : 12½ мужчины, 8 : 4 женщины и 6½ : 5½ юноши).

## Матч СССР — Югославия Сухуми 1966
- С 10 по 20 июля в 1966 году в Сухуми.
- Проводился на 10 досках (6 мужских , 2 женские и 2 юношеских; 6 туров).
- Счёт матча 37½ : 22½ в пользу советских шахматистов (21½ : 14½ мужчины, 9 : 3 женщины и 7 : 5 юноши).

## XVII Олимпиада Гавана 1966
- С 23 октября по 20 ноября в 1966 году в Гаване.
- 1-е место.

## Матч СССР — Югославия Будва 1967
- С 21 июня по 5 июля в 1967 году в Будве.
- Проводился на 12 досках (6 мужских , 3 женские и 3 юношеских; 6 туров).
- Счёт матча 43½ : 28½ в пользу советских шахматистов (19 : 17 мужчины, 11 : 7 женщины и 13½ : 4½ юноши).

## Матч СССР — Югославия Сочи 1968
- С 21 июня по 2 июля в 1968 году в Сочи.
- Проводился на 12 досках (7 мужских , 3 женские и 2 юношеских; 4 тура).
- Счёт матча 30½ : 17½ в пользу советских шахматистов (17 : 11 мужчины, 7½ : 4½ женщины и 6 : 2 юноши).

## XVIII Олимпиада Лугано 1968
- С 17 октября по 7 ноября в 1968 году в Лугано.
- 1-е место.

## Матч СССР — Югославия Скопье 1969
- С 29 июня по 6 июля в 1969 году в Скопье.
- Проводился на 10 досках (все мужские, 4 тура).
- Счёт матча 22 : 18 в пользу советских шахматистов.

## XIX Олимпиада Зиген 1970
- С 5 по 27 сентября в 1970 году в Зигене.
- 1-е место.

## Сборная СССР против сборной мира 1970
- Победа СССР со счётом 20½ : 19½ (4 круга, 10 досок)

## Матч СССР — Югославия Ереван 1971
- С 9 по 16 ноября в 1971 году в Ереване.
- Проводился на 9 досках (6 мужских и 3 юношеских; 6 туров).
- Счёт матча 35 : 19 в пользу советских шахматистов (23½ : 12½ мужчины и 11½ : 6½ юноши).

## Матч СССР — Югославия Охрид 1972
- С 25 июня по 1 июля в 1972 году в Охрид.
- Проводился на 10 досках (6 мужских , 2 женские и 2 юношеских; 4 тура).
- Счёт матча 26½ : 13½ в пользу советских шахматистов (13½ : 10½ мужчины, 6 : 2 женщины и 7 : 1 юноши).

## XX Олимпиада Скопье 1972
- С 18 сентября по 13 октября в 1972 году в Скопье.
- 1-е место.

## Матч СССР — Югославия Тбилиси 1973
- С 28 ноября по 4 декабря в 1973 году в Тбилиси.
- Проводился на 12 досках (6 мужских , 3 женские и 3 юношеских; 4 тура).
- Счёт матча 31 : 15 в пользу советских шахматистов (14 : 10 мужчины, 8½ : 1½ женщины и 8½ : 3½ юноши).

## XXI Олимпиада Ницца 1974
- С 6 по 30 июня в 1974 году в Ницце.
- 1-е место.

## Матч СССР — Югославия Белград 1974
- С 3 по 12 ноября в 1974 году в Белграде.
- Проводился на 6 досках (все мужские, 6 туров).
- Счёт матча 19½ : 16½ в пользу советских шахматистов.

## Матч СССР — Югославия Одесса 1975
- С 11 по 20 ноября в 1975 году в Одессе.
- Проводился на 6 досках (все мужские, 6 туров, 1 запасной).
- Счёт матча 20 : 16 в пользу советских шахматистов.

## Матч СССР — Югославия Крк 1976
- С 27 мая по 2 июня в 1976 году в Крке.
- Проводился на 10 досках (6 мужских, 2 женские и 2 юношеские; 4 круга).
- Закончился победой советских шахматистов со счётом 29 : 11 (мужчины 15½ : 8½, женщины 7½ : ½, юноши 6 : 2).

## Матч СССР — Югославия Таллин 1977
- С 11 по 20 ноября в 1977 году в Таллине.
- Проводился на 10 досках (6 мужских, 2 женские и 2 юношеские).
- Закончился победой советских шахматистов со счётом 31 : 9 (мужчины 19 : 5, женщины 7½ : ½, юноши 4½ : 3½).

## XXIII Олимпиада Буэнос-Айрес 1978
- С 25 октября по 12 ноября в 1978 году в Буэнос-Айресе.
- 2-е место.

## Матч СССР — Югославия Теслич 1979
- С 29 мая по 8 июня в 1979 году в Тесличе.
- Проводился на 10 досках (6 мужских, 2 женские и 2 юношеские).
- Закончился победой советских шахматистов со счётом 25 : 15 (мужчины 13 : 11, женщины 8 : 0, юноши 4 : 4).

## XXIV Олимпиада Ла-Валлетта 1980
- С 20 ноября по 6 декабря в 1980 году в Ла-Валетте.
- 1-е место.

## XXV Олимпиада Люцерн 1982
- С 29 октября по 16 ноября в 1982 году в Люцерне.
- 1-е место.

## XXVI Олимпиада Салоники 1984
- С 18 ноября по 5 декабря в 1984 году в Салониках.
- 1-е место.

| Доска        | Звание | Участник             | Очки     | + | − | = | Место в личном зачёте |
| ------------ | ------ | -------------------- | -------- | - | - | - | --------------------- |
| 1            | ГМ     | Белявский, Александр | 8 из 10  | 7 | 1 | 2 |                       |
| 2            | ГМ     | Полугаевский, Лев    | 7 из 10  | 4 | 0 | 6 |                       |
| 3            | ГМ     | Ваганян, Рафаэль     | 8½ из 10 | 7 | 0 | 3 |                       |
| 4            | ГМ     | Тукмаков, Владимир   | 7 из 10  | 5 | 1 | 4 |                       |
| 1-й запасной | ГМ     | Юсупов, Артур        | 5 из 8   | 3 | 1 | 4 |                       |
| 2-й запасной | ММ     | Соколов, Андрей      | 5½ из 8  | 4 | 1 | 3 |                       |

## Сборная СССР против сборной мира 1984
- Победа СССР со счётом 21 : 19 (4 круга, 10 досок)

## XXVII Олимпиада Дубай 1986
- С 14 ноября по 2 декабря в 1986 году в Дубай.
- 1-е место.

| Доска        | Звание | Участник            | Очки     | + | − | = | Место в личном зачёте |
| ------------ | ------ | ------------------- | -------- | - | - | - | --------------------- |
| 1            | ГМ     | Каспаров, Гарри     | 8½ из 11 | 7 | 1 | 3 |                       |
| 2            | ГМ     | Карпов, Анатолий    | 6 из 9   | 4 | 1 | 4 |                       |
| 3            | ГМ     | Соколов, Андрей     | 6 из 9   | 4 | 1 | 4 |                       |
| 4            | ГМ     | Юсупов, Артур       | 10 из 12 | 8 | 0 | 4 |                       |
| 1-й запасной | ГМ     | Ваганян, Рафаэль    | 7 из 10  | 5 | 1 | 4 |                       |
| 2-й запасной | ГМ     | Цешковский, Виталий | 2½ из 5  | 2 | 2 | 1 |                       |

## XXVIII Олимпиада Салоники 1988
- С 12 по 30 ноября в 1988 году в Салониках.
- 1-е место.

| Доска        | Звание | Участник             | Очки     | + | − | = | Место в личном зачёте |
| ------------ | ------ | -------------------- | -------- | - | - | - | --------------------- |
| 1            | ГМ     | Каспаров, Гарри      | 8½ из 10 | 7 | 0 | 3 |                       |
| 2            | ГМ     | Карпов, Анатолий     | 8 из 10  | 6 | 0 | 4 |                       |
| 3            | ГМ     | Юсупов, Артур        | 6 из 10  | 2 | 0 | 8 |                       |
| 4            | ГМ     | Белявский, Александр | 7 из 10  | 5 | 1 | 4 |                       |
| 1-й запасной | ГМ     | Эльвест, Яан         | 4½ из 7  | 3 | 1 | 3 |                       |
| 2-й запасной | ГМ     | Иванчук, Василий     | 6½ из 9  | 4 | 0 | 5 |                       |

## XXIX Олимпиада Нови Сад 1990
- С 16 ноября по 4 декабря в 1990 году в Нови-Сад.
- 1-е место.

| Доска        | Звание | Участник             | Очки    | + | − | = | Место в личном зачёте |
| ------------ | ------ | -------------------- | ------- | - | - | - | --------------------- |
| 1            | ГМ     | Иванчук, Василий     | 7 из 10 | 5 | 1 | 4 | 3                     |
| 2            | ГМ     | Гельфанд, Борис      | 6 из 9  | 3 | 0 | 6 |                       |
| 3            | ГМ     | Белявский, Александр | 7 из 10 | 4 | 0 | 6 |                       |
| 4            | ГМ     | Юсупов, Артур        | 5½ из 9 | 2 | 0 | 7 |                       |
| 1-й запасной | ГМ     | Юдасин, Леонид       | 7 из 9  | 5 | 0 | 4 | 3                     |
| 2-й запасной | ГМ     | Бареев, Евгений      | 6½ из 9 | 5 | 1 | 3 |                       |